# Ingeborg Pongratz
Ingeborg Pongratz (* 19. Dezember 1946 in Passau) ist eine bayerische Politikerin (CSU) und war von 2002 bis 2008 Abgeordnete des Bayerischen Landtags.

## Ausbildung und Beruf
Ingeborg Pongratz arbeitete nach einer kaufmännischen Berufsausbildung als Verwaltungsangestellte bei der Landwirtschaftlichen Berufsgenossenschaft Niederbayern-Oberpfalz, beim Pfarramt St. Pius und dem Stadtjugendring im Bayerischen Jugendring.
Ingeborg Pongratz ist römisch-katholisch, verheiratet und Mutter zweier Töchter.

## Politik
Ingeborg Pongratz trat 1975 in die Junge Union, die Frauen-Union und die CSU ein und war ab 1982 stellvertretende CSU-Kreisvorsitzende in Landshut. Seit 1984 ist sie Mitglied im Stadtrat und war dort 1990 bis 1994 stellvertretende Fraktionsvorsitzende. 1979 bis 2003 war sie FU-Kreisvorsitzende Landshut und ist seit 1995 Bezirksvorsitzende der Frauen-Union Niederbayern. 
Ab dem 1. Mai 2002 war sie Mitglied des Landtags und dort Mitglied des Ausschusses für Sozial-, Gesundheits- und Familienpolitik sowie Mitglied des Ausschusses für Bundes- und Europaangelegenheiten. Bei den Landtagswahlen 2008 konnte sie als Listenkandidatin des Bezirks Niederbayern aufgrund der hohen Verluste der CSU nicht wieder in den Landtag einziehen.
2004 war Ingeborg Pongratz Mitglied der 12. Bundesversammlung.
Seit dem 22. April 2013 ist sie Fraktionsvorsitzende der CSU-Stadtratsfraktion in Landshut zusammen mit Helmut Radlmeier.

## Sonstige Ämter
Ingeborg Pongratz ist Vorsitzende des Kneipp-Vereins Landshut, seit 2005 Landesvorsitzende Kneipp-Bund Bayern e. V. und seit 2009 Vizepräsidentin des Kneipp-Bund e. V.
| Personendaten    | Personendaten                   |
| ---------------- | ------------------------------- |
| NAME             | Pongratz, Ingeborg              |
| KURZBESCHREIBUNG | deutsche Politikerin (CSU), MdL |
| GEBURTSDATUM     | 19. Dezember 1946               |
| GEBURTSORT       | Passau                          |